# Ornithopsis
Ornithopsis – rodzaj zauropoda o niepewnej pozycji filogenetycznej, żyjącego we wczesnej kredzie (barrem) na terenach dzisiejszej Europy. Gatunkiem typowym jest O. hulkei, opisany przez Harry’ego Seeleya w 1870 roku; Seeley błędnie sklasyfikował O. hulkei jako formę pośrednią między pterozaurami a ptakami. Lektotypem jest pojedynczy niekompletny kręg grzbietowy odkryty w osadach formacji Wessex na wyspie Wight (Anglia), oznaczony NHMUK 28632; Seeley przypisał też O. hulkei kręg grzbietowy oznaczony NHMUK R2239, odkryty w osadach z późnego berriasu lub z walanżynu w Sussex. Blows (1995) stwierdził jednak, że nie ma dowodów na przynależność obu tych kręgów do zwierząt tego samego gatunku. Richard Owen (1875) zaliczył kręgi do dwóch różnych gatunków: NHMUK R2239 uczynił holotypem gatunku Bothriospondylus elongatus, zaś NHMUK 28632 uznał za należący do przedstawiciela gatunku Bothriospondylus magnus. Mannion (2010), dokonując rewizji rodzaju Bothriospondylus, zwrócił uwagę, że jeśli Ornithopsis i Bothriospondylus to ten sam rodzaj, prawidłową jego nazwą byłaby właśnie nazwa Ornithopsis, starsza o pięć lat od Bothriospondylus; Mannion nie znalazł jednak podstaw do zsynonimizowania tych rodzajów i ograniczył się do uznania B. magnus za młodszy synonim O. hulkei. Upchurch, Barrett i Dodson (2004), Naish i Martill (2007) oraz Mannion (2010) uznali B. elongatus za nomen dubium; Upchurch, Barrett i Dodson ograniczyli się do sklasyfikowania B. elongatus jako zauropoda o niepewnej pozycji filogenetycznej.
Choć znany jest tylko jeden kręg O. hulkei, Blows (1995), Upchurch, Barrett i Dodson (2004) oraz Mannion (2010) uznali, że gatunek ten ma cechy diagnostyczne uzasadniające uznanie go za ważny; natomiast Naish i Martill (2007) wątpili, czy jego kręg rzeczywiście ma cechy diagnostyczne odróżniające go od innych zauropodów i podkreślili konieczność dalszych badań dla stwierdzenia, czy O. hulkei jest ważnym gatunkiem. Upchurch, Mannion i Barrett (2011) wyróżnili dwie autapomorfie O. hulkei – trzon kręgu będącego okazem holotypowym ma wysokość większą od szerokości, a na jego powierzchni wentralnej (dolnej) znajduje się wydatny grzebień kostny; ich zdaniem najprawdopodobniej są to faktyczne cechy budowy kręgu, a nie rezultaty jego uszkodzenia po śmierci zwierzęcia. Na tej podstawie skłaniają się oni do uznania O. hulkei za ważny takson. Blows (1995) zaliczył O. hulkei do rodziny Brachiosauridae; Upchurch, Barrett i Dodson (2004), Mannion (2010) oraz Upchurch, Mannion i Barrett (2011) ograniczyli się do zaliczenia go do kladu Titanosauriformes.
Na podstawie nielicznych skamieniałości opisano kilka innych gatunków Ornithopsis: środkowojurajskiego (kelowej) O. leedsi z Cambridgeshire, późnojurajskiego (kimeryd) O. greppini ze Szwajcarii i wczesnokredowego O. eucamerotus z angielskiej formacji Wessex. Nie ma dowodów, że gatunki te rzeczywiście należą do rodzaju Ornithopsis; Upchurch, Barrett i Dodson (2004) uznali je za nomina dubia i ograniczyli się do sklasyfikowania ich jako zauropody o niepewnej pozycji filogenetycznej. Upchurch i Martin (2003) uznali za prawdopodobną przynależność O. leedsi do Brachiosauridae; Naish i Martill (2007) oraz Upchurch, Mannion i Barrett (2011) uznali O. eucamerotus za pozbawionego cech diagnostycznych przedstawiciela Titanosauriformes, zaś Schwarz i współpracownicy (2020) ustanowili O. greppini gatunkiem typowym odrębnego rodzaju Amanzia.